# 弗罗泰莱吕尔
弗罗泰莱吕尔（法語：Frotey-lès-Lure，法語發音：[fʁɔtɛ lɛ lyʁ]，意为“吕尔附近的弗罗泰”）是法国上索恩省的一个市镇，属于吕尔区。

## 地理
弗罗泰莱吕尔（47°39'18"N, 6°33'15"E）面积7.21 平方千米，位于法国勃艮第-弗朗什-孔泰大區上索恩省，该省份为法国东部内陆省份，北起顺时针与孚日省、贝尔福地区省、杜省、汝拉省、科多尔省和上马恩省接壤。
与弗罗泰莱吕尔接壤的市镇（或旧市镇、城区）包括：鲁瓦、吕尔、莫方和瓦什雷斯、帕朗特。
弗罗泰莱吕尔的时区为UTC+01:00、UTC+02:00（夏令时）。

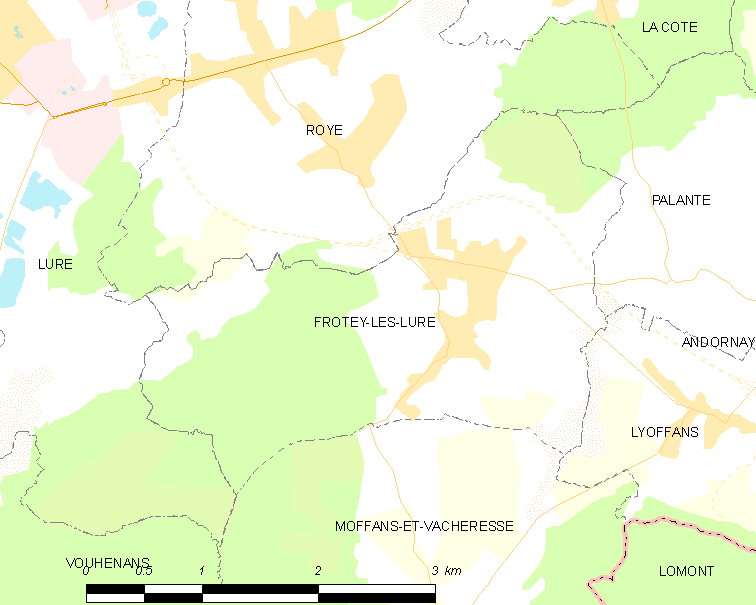
弗罗泰莱吕尔的OSM定位图

## 行政
弗罗泰莱吕尔的邮政编码为70200，INSEE市镇编码为70260。

## 政治
弗罗泰莱吕尔所属的省级选区为吕尔第二县。

## 人口

1962-2008年间弗罗泰莱吕尔人口变化图示

弗罗泰莱吕尔于2022年1月1日时的人口数量为692人。